# 艾灸

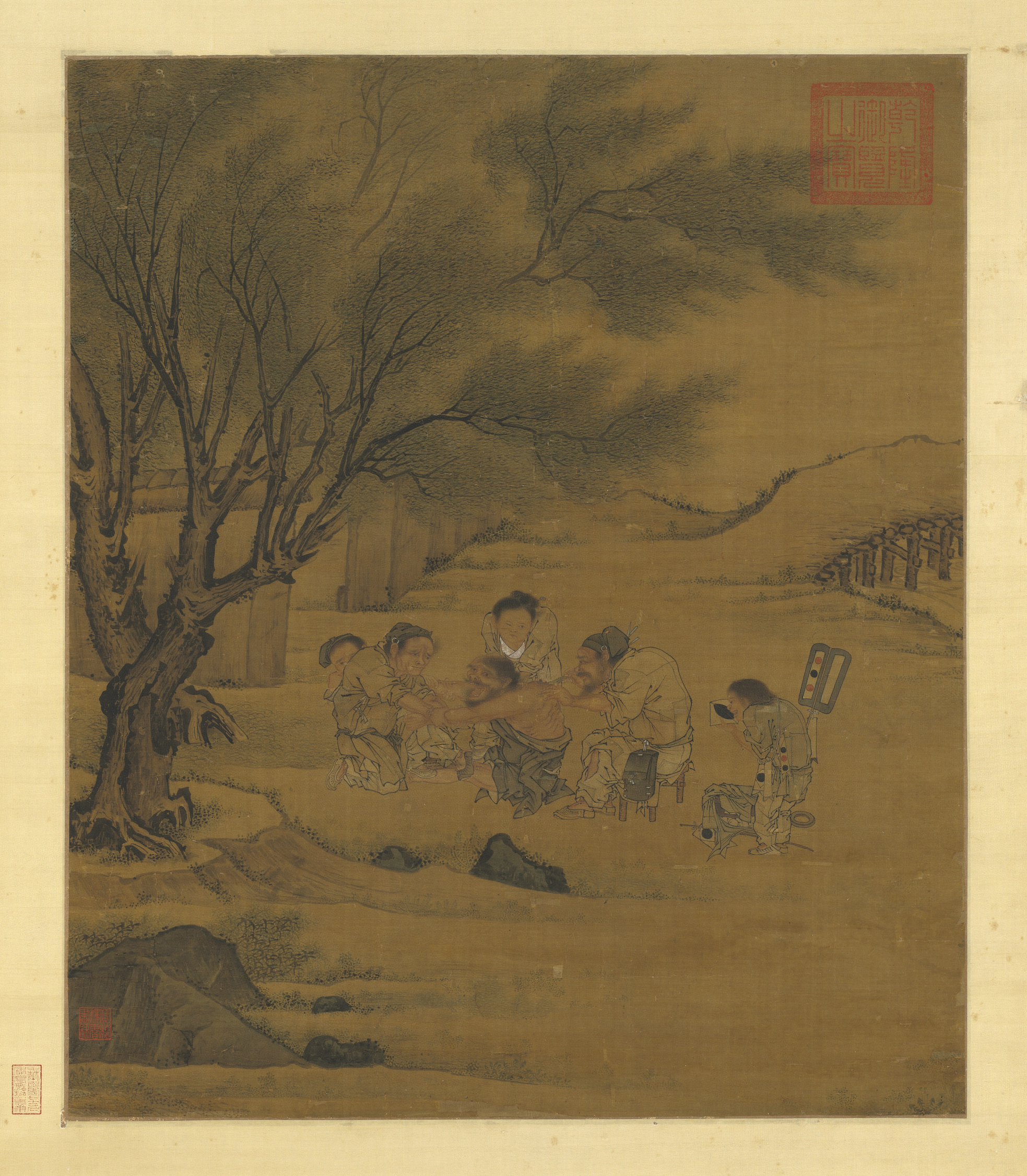

艾灸（或称灸疗、灸法）是一种中医疗法，中醫領域的人聲稱有治病和保健的作用，通常使用艾草作为灸用燃料。

## 由来
在古代中国，艾草就已是重要的民生植物。通常用於針灸術的“灸”。所謂針灸其實分成兩個部份。“針”就是拿針刺穴道，而“灸”就是拿艾草點燃之後去薰、燙穴道，穴道受熱固然有刺激，但並不是任何紙或草點燃了都能做為“灸”使用。艾草的氣味肯定也同時發揮了一定的作用。中國民間用拔火罐的方法治療風濕病時，以艾草作為燃料效果更佳。

## 功效
從業者使用艾條來溫暖地區和經絡穴，目的是刺激通過穴位的循環，並引起更平穩的血液和氣流。有些人認為它可以治療與中醫“冷”或“陽虛”相關的病症。據稱，艾灸減輕了身體的寒冷和潮濕，並且可以起到轉動臀位的作用。從業者聲稱艾灸在治療慢性病，“缺乏病症”（虛弱）和老年學方面特別有效。

## 方法
有幾種艾灸方法。其中三個是直接疤痕，直接非瘢痕和間接艾灸。
- 直接疤痕艾灸在穴位處將一小米粒大的艾絨（艾絨是由乾艾草提純產生的）置於皮膚上並將其燒盡，然後在癒合後留下疤痕。
- 直接無疤痕的艾灸可以在皮膚灼傷足夠疤痕之前去除燃燒的艾絨，除非燃燒的艾灸留在皮膚上的時間太長。
- 間接艾灸在穴位附近持有由艾條製成的類似雪茄樣來加熱皮膚，或者將其放在插入皮膚的針灸針上以加熱針。還有粘貼的艾條[3]。

## 醫學研究
- 扁鵲（公元前400年左右）是中國古代最著名的半傳奇醫生之一，也是艾灸的第一位專家，他在經典著作《扁鵲內經》中討論了艾灸對針灸的益處。他聲稱艾條可以為身體增加新的能量，可以治療過度和不足的狀況。從業者可以使用由各種材料製成的針灸針與艾灸組合，這取決於他們希望刺激的氣流方向[需明示出處]。

- 關於艾灸的第一本現代科學出版物是由日本醫生、日本前最长寿者原志免太郎撰寫的，他在1927年對艾灸的血液學影響進行了深入的研究。兩年後，他對該問題的博士論文被九州帝國大學醫學院接受。原志免太郎的最新出版物出現於1981年[4]。

- Cochrane 評價發現使用艾灸矯正嬰兒臀位的證據有限，並要求進行更多的實驗性試驗。艾灸還被用於治療疼痛，癌症，中風，潰瘍性結腸炎，便秘，和高血壓。系統評價發現，這些研究質量較低，陽性結果可能是由於發表偏倚[需明示出處]。

## 其它相关
- 艾蒿的平行使用

其他草藥中的艾蒿常常被塗成塗抹棒。來自南加州的Chumash人有類似的儀式。歐洲人在枕頭下放置艾蒿，以激發夢想;這種草藥與盎格魯 - 撒克遜時代的魔法實踐有關。

## 另見
- 针灸